# حادث (مصطلح)
الحادث، مصطلح فلسفي أكثر من استخدمه هم متكلمو المسلمين للتعبير عن كل ما سوى الخالق أو الصانع، وللتعبير عن وجود الشيء بعد عدمه.
وأصله في اللغة: حصول الشيء ووقوعه بعد أن كان عدماً.
وتنوعت معانيه بحسب منطلقات الاتجاهات الكلاميَّة؛ فمن معانيه: المثيل، والمخلوق، والمتجدد، ومن صفاته: الوجود بعد العدم، وحاجته إلى الصانع وكونه دليلا على وجوده.
واعترض بعض علماء المسلمين كابن تيمية على استخدام لفظ (حادث) ومعناه عند المتكلمين؛ معللاً ذلك بكونه لفظاً مجملاً، فقد يطلق ويراد به فعل الله وقد يطلق ويراد به المخلوقات، وقد استخدمه المتكلمون في صفات الله وبنوا عليه لوازم باطلة -في رأي ابن تيمية- مثل نفي الصفات الاختيارية.
وانتقاده للمصطلح لا يعني بالضرورة بطلانه -بحسب ما يراه ابن تيمية- وإنما يقصد بأن لفظ المخلوق أبلغ من لفظ الحادث إذا استخدم في المعنى الصحيح.

## مفهوم الحادث في علم العقيدة

### الحادث لغة
هو وقوع الشيء بعد أن كان عدماً، يقول ابن فارس: «وهو كون الشيء لم يكن. يقال حدث أمر بعد أن لم يكن».

### الحادث اصطلاحاً
هو مصطلح فلسفي يستخدمه المسلمون للتعبير عن كل ما سوى الصانع أو واجب الوجود، ويعبرون عنه بوجود الشيء بعد عدمه.

## معاني الحادث
تعددت معاني الحادث لدى مستخدميه؛ ومن تلك المعاني:
1-المثيل، كأن يكون للخالق مثيلاً وشبيهاً.
2-المخلوق، ويعني حدوث الشيء ووجوده بعد أن كان عدماً.
3-التجدد؛ ويعني تجدد أفعال الخالق فعلاً بعد فعل.

## استخدامات المصطلح
الحادث لدى المتكلمين: هو كل ما سوى الله أو كل ما سوى البارئ؛ فالعالم بكل ما فيه حادث، وتنوعت اتجاهات المدارس الكلامية الإسلامية في تطبيق عبارة «كل ما سوى الله» فالمعتزلة تقول بخلق القرآن؛ لأنها ترى بأن القرآن حادث استنادًا إلى قوله تعالى: {مَا يَأْتِيهِمْ مِنْ ذِكْرٍ مِنْ رَبِّهِمْ مُحْدَثٍ إِلَّا اسْتَمَعُوهُ وَهُمْ يَلْعَبُونَ} [الأنبياء: 2]، بينما يرى الأشاعرة والماتريدية أن أفعال العباد تعتبر من جملة الحوادث لأن القرآن دل على ذلك كما في قوله تعالى: {اللَّهُ خَالِقُ كُلِّ شَيْءٍ وَهُوَ عَلَى كُلِّ شَيْءٍ وَكِيلٌ} [الزمر: 62]، وقوله تعالى: {وَاللَّهُ خَلَقَكُمْ وَمَا تَعْمَلُونَ} [الصافات: 96]
الحادث لدى السلفية: يراد به المخلوق المسبوق بالعدم، وأن كل ما سوى الله مخلوق حادث -باستثناء القرآن الكريم- حيث يعتقدون بأنه كلام الله وصفة من صفاته، وصفاته ليست مخلوقة، وهو ما يبين الفرق بين السلفية وبعض فرق المتكلمين كالمعتزلة في إعمال لفظ (الحادث).

## صفات الحادث
يصف المتكلمون مصطلح (الحادث) بعدة صفات منها:
1-موجود بعد العدم وهي أخص صفة له، إذ تميزه عن الصانع.
2-حاجته إلى الصانع الذي يخرجه من العدم إلى الوجود.
3-يمثل العالم بكل ما فيه من مخلوقات.
4-وجوده دليل على وجود الصانع كما يقال: (كل حادث لابد له من محدث).
5-متحيز فلابد أن يكون في إحدى الجهات الأربع.

## الاعتراضات على المصطلح
اعترض بعض علماء المسلمين كابن تيمية على استخدام لفظ (حادث) ومعناه عند المتكلمين؛ معللاً ذلك بكونه لفظاً مجملاً، فقد يطلق ويراد به فعل الله وقد يطلق ويراد به المخلوقات، وقد استخدمه المتكلمون في صفات الله وبنوا عليه لوازم باطلة -في رأي ابن تيمية- مثل نفي الصفات الاختيارية، يقول ابن تيمية: «لفظ الحوادث والمحدثات قد يفهم ما يحدثه الإنسان من الأفعال المذمومة والبدع التي ليست مشروعة، أو ما يحدث للإنسان من الأمراض ونحو ذلك، والله سبحانه وتعالى يجب تنزيهه عما هو فوق ذلك مما فيه نوع نقص فكيف تنزيهه عن هذه الأمور؟ ولكن لم يكن مقصود المعتزلة بقولهم هو منزه عن الأعراض والحوادث إلا نفي صفاته وأفعاله».
وانتقاده للمصطلح لا يعني بالضرورة بطلانه -بحسب ما يراه ابن تيمية- وإنما يقصد بأن لفظ المخلوق أبلغ من لفظ الحادث؛ لأنه يجمع بين الإبداع والتقدير بينما لفظ الحدوث يدل على وقوع الشيء وحدوثه دون الإشارة إلى الخالق، كما أن لفظ الحادث له لوازم باطلة عند استخدامها في صفات الله، يقول ابن تيمية: «وأما لفظ حادث فلا يقتضي أنه مفعول ولو قيل محدث فمعنى الخلق أخص من معنى الحدوث».